# Centro de Concentração e Treinamento da Barra Funda
O Centro de Concentração e Treinamento Frederico Antônio Germano Menzen, mais conhecido como CCT da Barra Funda, é o local de treinamentos da equipe principal do São Paulo Futebol Clube. É um terreno de 44.472 m² localizado na região centro-oeste da cidade de São Paulo.
Foi a casa da seleção norte-americana comandada por Jürgen Klinsmann durante a Copa do Mundo FIFA de 2014.
Em 2025, foi anunciado que a estrutura passaria a ser nomeada como SuperCT como cumprimento de parte de novo contrato com a patrocinadora master do São Paulo Futebol Clube, a Superbet.

## Estrutura
O complexo apresenta estrutura extremamente evoluída para o cenário do futebol brasileiro, sob o ponto de vista tecnológico e estrutural e conta com:
Andar superior do prédio
- 20 apartamentos duplos (16 para atletas e 4 para comissão técnica), todos suites
- Salão de jogos (contendo lan house (wireless), mesa de bilhar e jogos eletrônicos)

Térreo do prédio
- Cozinha industrial
- Refeitório para 50 pessoas
- Sala de TV
- Sala de palestras
- Sala da comissão técnica, departamento de futebol, áudio e vídeo
- Departamento médico
- REFFIS - Núcleo de Reabilitação Esportiva, Fisioterápica e Fisiológica

Parte externa
- 3 campos oficiais (todos com dimensões iguais à do Morumbi)
- Arquibancada para 704 pessoas sentadas
- 4 vestiários
- Dois mini-campos
- Piscina, campo de areia e quadra poliesportiva
- Consultório de podologia e salão de cabeleireiro
- Auditório Telê Santana - sala de imprensa
- Estacionamento privativo e para convidados